# Escudo de Casanare
El Escudo de Casanare es el principal emblema y uno de los símbolos oficiales del departamento colombiano de Casanare.

## Blasonado
Primer cuartel, un campo de gules, en el cual se sitúa un centauro de oro armado de espada de plata. Segundo cuartel, un campo de sinople, con una cabeza de toro de color sable armada con cuernos de plata, con mirada al frente. Cuartel inferior, un campo de plata, en el cual se ubican ondas de agua de sable y azur montadas en su parte inferior por un sol indígena de oro; sobre el todo un escusón de sable cargado de una cruz latina de plata. Bordura de azur con diecinueve estrellas de oro cada una de ellas con seis puntas. El timbre se conforma por una águila bicéfala exployada de sable, lampasada de gules, con coronas, picos y garras de oro; sobre las coronas se encuentran ondas de agua en sable y azur, terrazadas en sinople, sobre las cuales se alza una mano de plata empuñando cuatro flechas de oro con puntas de gules, rodeadas de una guirnalda de laureles en sinople con frutos de oro. En la parte inferior una cinta con el lema "TRABAJO Y LIBERTAD".

## Diseño y significado de los elementos
El diseño de este blasón es uno de los más elaborados dentro de la heráldica colombiana. Se compone de los siguientes elementos:
- Un campo de gules (rojo), en el cual se sitúa un centauro de oro armado de espada de plata. El color rojo representa atrevimiento, fortaleza, guerra y vencimiento con sangre, y junto con el centauro se hace alusión a la sexta estrofa del himno nacional de Colombia.

- Un campo de sinople (verde), con una cabeza de toro de color sable (negro) armada con cuernos de plata, con mirada al frente. Este segundo campo denota los hechos valerosos, el fuerte poderío y la noble casta de los campesinos llaneros, así como la ganadería, patrimonio cultural del departamento, y la inmensa llanura oriental.

- Un campo de plata, en el cual se ubican ondas de agua de sable y azur montadas en su parte inferior por un sol indígena de oro. El color de este campo significa integridad y riqueza; las olas del río son símbolo de los innumerables ríos que cruzan el territorio del Casanare; el sol dorado de rostro indígena es símbolo de claridad, honra, dignidad y origen de la luz pero ante todo de la vida. Su color denota el altísimo grado de sabiduría y la riqueza de las razas autóctonas del departamento.

- Sobre el todo un escusón de sable cargado de una cruz latina de plata. Su color representa, en primer lugar, la pasajera riqueza petrolera que no es renovable, y segundo, de forma más espiritual, en que las fuerzas de la oscuridad serán vencidas por el más grande símbolo del cristianismo, la cruz de color plata.

- Bordura de azur con diecinueve (19) estrellas de oro cada una de ellas con seis puntas. Significa la verdad, la justicia y la lealtad, y su color celeste hace alusión al espacio sobre la llanura donde aparecen los diecinueve municipios del departamento, representados cada uno por su propia estrella en oro.

- El timbre se conforma por un águila bicéfala de color sable, con coronas, picos y garras de oro; sobre las coronas se encuentran olas de agua en sable y azur sobre las cuales se alza una mano de plata empuñando cuatro flechas de oro, rodeadas de una guirnalda de laureles en verde con frutos de oro. El águila denota dominio y atrevimiento, ya que es de los animales que más alto vuelan y el que más lejos ve. Los demás elementos denotan la lucha que desde la época de los antepasados la gente del departamento tiene que librar para preservar el agua, la naturaleza y por ende la vida misma.

- En la parte inferior una cinta de gules con el lema Trabajo y Libertad.[2]